# Антуан Ндувайо
Антуан Ндувайо (нар. 1942) — політичний діяч Бурунді, глава уряду країни з лютого 1995 до липня 1996. Є етнічним тутсі, член партії Союз за національний прогрес. Був призначений на пост прем'єр-міністра президентом-хуту з метою припинення міжетнічного протистояння.
Відкритий у жовтні 2019 року судовий процес за вбивство першого демократично обраного президента хуту, Мельхіор Ндадайє виніс свій вирок 19 жовтня 2020 року, більш ніж за рік після його відкриття та за два дні до річниці вбивства Мельхіора , 21 жовтня 1993 р.
Колишній президент Бурунді П'єр Буйоя та ще п'ятнадцять підсудних були засуджені до довічного ув'язнення за "напад на главу держави, напад на авторитет держави та спробу привести до різанини та розрухи »та до штрафу у 102 мільярди бурундійських франків. Ще троє фігурантів були засуджені до 20 років позбавлення волі. Бурундійське правосуддя виправдало лише одного з обвинувачених, Антуана Ндувайо, колишнього прем'єр-міністра (лютий 1995 - липень 1996), члена Союзу національного прогресу (Упрона).